# اپرمون (آردن)
اپرمون (به فرانسوی: Apremont) یک کمون در فرانسه است که در canton of Grandpré واقع شده‌است. اپرمون ۱۲٫۸۶ کیلومتر مربع مساحت دارد.